# Tokyo Electron
Tokyo Electron Limited (東京エレクトロン株式会社 Tokyo Erekutoron Kabushiki-gaisha) eller TEL er en japansk elektronik og mikrochip-virksomhed med hovedkvarter i Minato, Tokyo. Virksomheden blev etableret som Tokyo Electron Laboratories, Inc. i 1963. TEL producerer udstyr til fremstilling af integrerede kredsløb (IC), fladskærme (FPD) og solceller (PV).
Tokyo Electron Device (TED) er et datterselskab, der er specialiseret i mikrochip-enheder, elektroniske komponenter og netværks-enheder.